# てんこ盛り

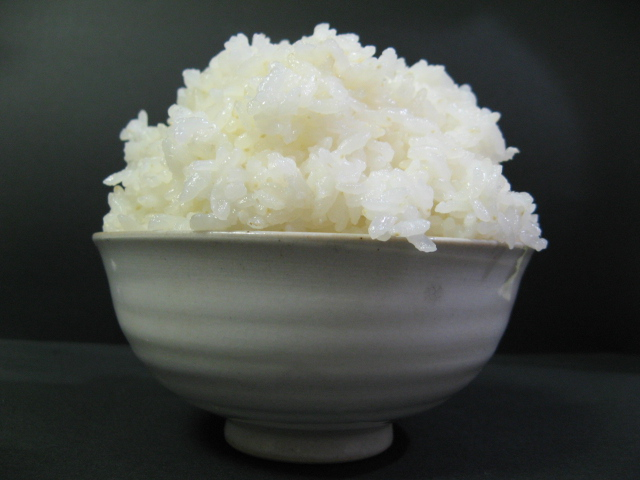
ご飯

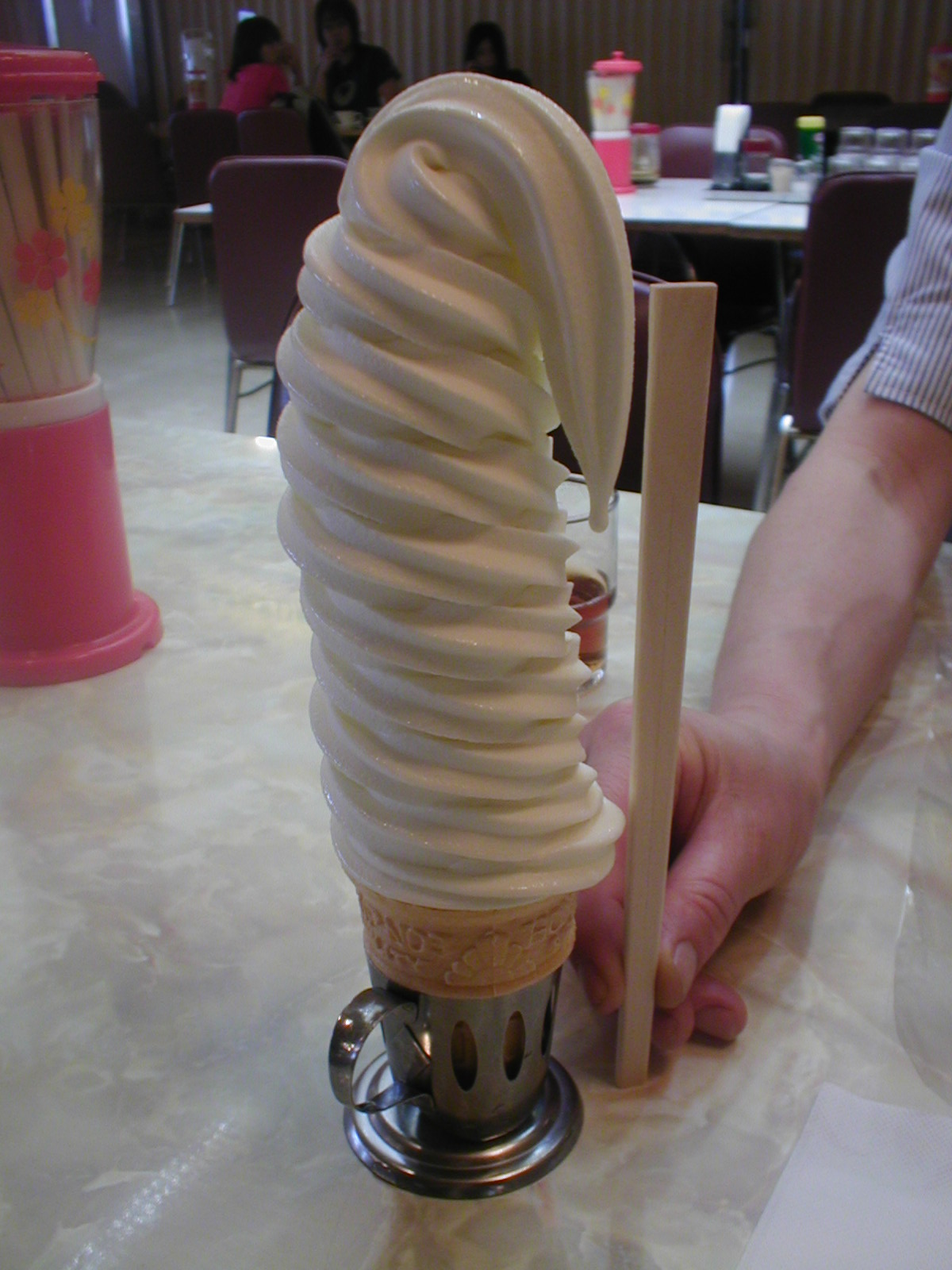
ソフトクリーム

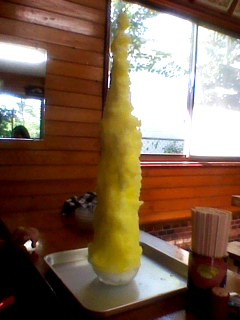
かき氷

てんこ盛り（天こ盛り、てんこもり）とは、食器などに食べ物をうず高く（盛り上がって高く）盛ること。また、その様子、その盛ったもの。山盛り、てこもりと同義。転じて（よくプラスイメージの）ものが豊富にある様子を「○○がてんこ盛り」と言ったりする。食べ物を普通より多く盛ることは大盛りという。
マンガで登場するご飯は茶碗や丼などの食器にこのような状態で盛られていることも多く見られ、一部では「マンガ（漫画）盛り」と呼ばれたりすることもある。デカ盛りも同義語として扱われることがある。また、アニメ「まんが日本昔ばなし」に出てくるご飯の様子から「昔ばなし盛り」(または「昔話盛り」)という呼び方も存在する。

## 語源
てんこ盛りの「てんこ」は元々漢字で「天骨（てんこつ）」と書く言葉が略されたもので、山頂や空の上の方を意味する方言として北陸から関西、中国、四国地方に見られる。また、「てっこ」や「てっきょ」などといった変化形は西日本だけではなく、群馬や福島でもみられる。そこから転じて「天骨盛り（てんこ盛り）」とは「山の頂点のようにうず高く盛り付けられている」という様子を意味するようになった。
なお、現在では「天骨」という言葉は生まれつきの人となりや天性、生まれつきの才能や器用さやそれが備わっている様子を意味する。「天骨ない（てんこちない）」とは、「思いがけない」「とんでもない」という意味の近世語である。

## その他
てんこ盛りに似た言葉に「天盛り」がある。これは酢の物、和え物、煮物などに乗せて料理へ彩りや香りを添えたりする海苔、生姜、胡麻、木の芽などを意味する。この料理は誰も手をつけていない印として、客に対するもてなしの意を表すともいう。もちろん、天盛りがてんこ盛りにされることは普通はない。

## 中盛り
「大盛り」とは違い、店舗によって意味合い、サイズが異なるので注意が必要である。
各店舗の例を以下に示す。
ラーメン店
中盛りがメニューにある場合、並盛りが1玉、中盛りが1.5玉、大盛りが2玉という形で麺の量が変わる店が多い。
すき家
並盛と比べ、ごはん少なめお肉４割増となる。同様のメニューは、吉野家ではアタマの大盛、松屋ではあたま大盛となっている。
伝説のすた丼屋
並盛りの2/3サイズとなる。また、並盛の1.5倍サイズは「鬼盛り」となる。